# Umberto Colombo
Umberto Colombo (21. maj 1933 - 26. oktober 2021) var en italiensk fodboldspiller (midtbane). 
Colombo tilbragte hele sin karriere i hjemlandet, hvor han blandt andet spillede syv sæsoner hos Juventus. Han vandt tre italienske mesterskaber med klubben. Han opnåede desuden tre kampe for det italienske landshold.

## Titler
Serie A
- 1958, 1960 og 1961 med Juventus

Coppa Italia
- 1963 med Atalanta